# Мидуэй (аэропорт)

Расположение взлётно-посадочных полос аэропорта

Чикагский Международный аэропорт Мидуэй (англ. Midway International Airport) (ИАТА: MDW, ИКАО: KMDW, FAA LID: MDW), известный также как Аэропорт Мидуэй, Чикаго Мидуэй или просто Мидуэй — международный аэропорт, находящийся в 13 км от центра Чикаго.
Оператором аэропорта является Департамент Авиации Чикаго. Мидуэй — второй по размерам аэропорт в штате Иллинойс после аэропорта О’Хара, который находится также в Чикаго.

## История
Первоначально аэропорт назывался Щикагоу Эйр Пак. Аэропорт был построен на территории в 1,3 км² в 1923 году с одной взлётно-посадочной полосой. В первую очередь он служил для перевозки авиапочты. В 1926 году город арендовал Мидуэй в коммерческих целях. Статус аэропорта он получил в 1927 году. К 1928 году в аэропорту было 12 ангаров и 4 взлётно-посадочных полосы, освещённых для ночной работы.

## Терминалы, авиакомпании и назначения
Главным авиаперевозчиком, выполняющим рейсы из Международного аэропорта «Чикаго Мидуэй», является Southwest Airlines. В 2008 году через аэропорт, в общей сложности, было перевезено 17 340 497 человек.
В Мидуэй 43 пассажирских ворот в трёх терминалах (A, B, и C)
- Терминал A — 17 ворот (A1-A3, A4A-B, A5, A7, A9-12, A14-19)
- Терминал B — 23 ворот (B1-3, B5-12, B14-26)
- Терминал C — 3 ворот (C1-3)

Все прибывающие международные рейсы приходятся на терминал A.

## Статистика
Международный аэропорт Мидуэй является вторым по величине пассажирским аэропортом в штате Иллинойс после Международного аэропорта О’Хара. В 2005 году Международный аэропорт Чикаго Мидуэй был 30-м по загруженности аэропортом в Соединенных Штатах по объёму пассажирских перевозок.
|      | Мидуэй  | О’Хара  |
| ---- | ------- | ------- |
| 1958 | 337 421 | 66 205  |
| 1959 | 345 170 | 82 417  |
| 1960 | 298 582 | 163 351 |
| 1961 | 187 978 | 235 908 |
| 1962 | 46 873  | 331 090 |
| 1963 | 19 054  | 358 266 |
| 1964 | 19 017  | 389 640 |
| 1965 | 16 716  | 443 026 |
| 1966 | 5090    | 478 644 |
| 1967 | 4427    | 573 506 |
| 1968 | 26 941  | 628 632 |
| 1969 | 31 394  | 632 030 |
| 1970 | 43 553  | 598 973 |
| 1971 | 51 734  | 565 826 |